# 臼井武
臼井 武（うすい たけし、1953年9月14日 - ）は日本中央競馬会 (JRA) 元騎手で現在は調教助手。北海道出身。

## 来歴
1977年に尾形藤吉厩舎所属騎手としてデビュー。同期には猿橋重利、松永昌博、根本康広らがいる。1982年の東京障害特別（秋）で重賞初勝利。
1988年にJRA賞最多勝利障害騎手となった。
1997年6月30日付で騎手を引退、尾形充弘厩舎所属の調教助手となる。

## 通算成績
- 通算 - 1085戦133勝（重賞8勝）
- 障害 - 646戦104勝（重賞8勝）
- 平地 - 439戦29勝

## 重賞勝ち鞍
- ラッキータウロ（1982年東京障害特別・秋）
- ハッピーウォーリア（1986年東京障害特別・秋）
- トウショウドリーム（1987年東京障害特別・春、東京障害特別・秋）
- メジロアイガー（1988年東京大障害）
- メジロマスキット（1989年東京障害特別・秋、中山大障害・秋）
- フジノスラッガー（1995年中山大障害・秋）